# Zespół Literacki Przedmieście
Przedmieście – grupa literacka dwudziestolecia międzywojennego, założona w 1933 r. przez Helenę Boguszewską i Jerzego Kornackiego pod nazwą Zespół Literacki „Przedmieście”, rozwiązana w 1937 r. Poza założycielami należeli do niej także: Zofia Nałkowska, Władysław Kowalski, Gustaw Morcinek, Sydor Rey, Halina Krahelska, Kazimiera Muszałówna. Oprócz ośrodka warszawskiego grupy istniał także oddział lwowski, do którego zaliczano m.in. Halinę Górską, Annę i Jerzego Kowalskich, Jana Brzozę.
Przedmieście nie było grupą poetów, lecz prozaików, co było zjawiskiem nietypowym w polskiej literaturze. Ponadto Zespół był czymś pośrednim między grupą literacką a instytucją społeczną o ambicjach naukowych, np. prowadzono działalność społeczno-polityczną, współpracowano z Ligą Obrony Praw Człowieka i Obywatela oraz naukowcami. Program grupy został sformułowany przez Jerzego Kornackiego w siedmiu punktach – na wzór statutu, którego autorami byli Boguszewska i Kornacki, a który przyjęli wszyscy członkowie Zespołu.

## Program literacki
Członkowie grupy głosili prymat faktu i obserwacji, która powinna zmienić utwór literacki w narzędzie społecznego badania. Przedmiotem szczególnego zainteresowania uczynili proletariat, margines społeczny i ludzi bezrobotnych, organizowali wycieczki do fabryk i sądów dla nieletnich. Żądali od pisarzy „skierowania reflektora uwagi i talentu na elementy życia proletariackiego” ze szczególnym uwzględnieniem „tragicznej postawy bezrobotnego proletariatu”. Pragnęli także nawiązywać kontakty z twórcami mniejszości narodowych.
Ich program literacki – lewicujący, chociaż zdecydowanie poza nurtem marksistowskim lat 30. – był bardzo zbieżny z Zolowskim naturalizmem (nazywano go nawet „neonaturalistycznym”, chociaż od naturalizmu różnił się dystansem w ukazywaniu brutalności i brzydoty świata), inspirował się francuskim populizmem, niemiecką Nową Rzeczowością czy rosyjską grupą Lefu i Nowego Lefu. Członkowie grupy nawiązywali również do dyskusji o reportażu, toczonej kilka lat wcześniej na łamach Miesięcznika Literackiego.
Proza realizmu społecznego lat 30. – bo do takiego nurtu zalicza się grupę Przedmieście – nastawiona była przede wszystkim na opis warstw i środowisk upośledzonych – zarówno jeśli chodzi o dostęp do dóbr materialnych, jak i duchowych.